# 迟泄
迟泄又叫晚洩，是指男性尽管出現性欲和性愉悅，但仍不能或难以持续性高潮。一般来说，在性交过程中，男性生殖器官在主动插入對方身體後后几分钟内就能达到性高潮，而迟泄的男人要么根本無法達到性高潮，要么在长时间（30-45分钟或更长时间）的性交后才能达到性高潮。而一些迟泄的男性只能在手淫时达到性高潮并射精，而在性交时却不能达到性高潮。  
迟泄可以是轻度的（男性在性交过程中只是在某些条件下才能性高潮）、中度的（在性交过程中不能射精，但在口交或手交時可以）、重度的（自慰時才能射精）或最严重的（完全不能射精）。任意程度的遲洩都可能导致性挫折。 